# خبازي النيشابوري
خبازي النيشابوري (ت. 342 هـ) هو من أدباء وشعراء الدولة السامانية.
له ديوان شعر فارسي.